# Roberto Hashioka Soler
Roberto Hashioka Soler (Tupã, 17 de janeiro de 1957) é um engenheiro civil e político brasileiro. Filiado ao  partido União Brasil, foi campeão de votos no Brasil (TSE – Eleições 2004). 
Encerrou seu segundo mandato com 93% de aprovação, como “Campeão de Popularidade” em Mato Grosso do Sul (Correio do Estado/Ibrape). Em 2012, disputa e ganha novamente as eleições para prefeito de Nova Andradina, com 14.281 votos. Com perfil de gestor, foi três vezes reconhecido pelo prêmio “Prefeito Amigo da Criança”, e venceu as etapas estadual e nacional do prêmio “Prefeito Empreendedor”, por promover a ambiência favorável à inovação, tecnologia e o incentivo à industrialização. Conquistou o 1º Prêmio Mérito Brasil de Governança e Gestão Públicas, concedido pelo Tribunal de Contas da União.

## Biografia
Natural de Tupã, interior de São Paulo, formou-se em Engenharia Civil pela Universidade Mogi das Cruzes. Nos anos 1980, mudou-se para Nova Andradina, onde iniciou sua trajetória profissional e sua jornada na vida pública.

## Família
Casou-se em 25 de julho de 1981 com Dione Marly Gandolfo Hashioka. Dessa união, nasceram três filhos: Roberto Gandolfo Hashioka, Fábio Gandolfo Hashioka e Lucas Gandolfo Hashioka.

## Trajetória
Iniciou sua carreira profissional no Departamento de Estradas de Rodagem de Mato Grosso do Sul (Dersul) em 1981, na função de Chefe do Setor de Obras da 9ª Residência Rodoviária em Nova Andradina. Ao longo de duas décadas comandou os mais relevantes projetos rodoviários de interligação entre os municípios das regionais do Vale do Ivinhema, Dourados e Três Lagoas.[carece de fontes?]
Eleito prefeito de Nova Andradina em três oportunidades (2001-2004), (2005-2008) e (2013- 2016), obteve a maior aprovação popular do Estado, contemplado com o título de “Campeão de Popularidade”, com 93% de aprovação em seu segundo mandato.[carece de fontes?] Reconhecido nacionalmente pela Abrinq como “Prefeito Amigo da Criança”.[carece de fontes?] Premiado como “Prefeito Empreendedor” pelo Sebrae Mato Grosso do Sul, por dedicar especial atenção ao Desenvolvimento e apoio à industrialização do município e pela criação da Finova, fundação pioneira nas áreas de Tecnologia e Inovação.[carece de fontes?] Pela ambiência favorável à criação de espaços e atrativos para promover inovações no setor produtivo, também foi premiado pelo Sebrae nacional como “Prefeito Empreendedor” com o “Melhor Projeto da Região Centro-Oeste”.[carece de fontes?] Vencedor do 1º Prêmio “Mérito Brasil de Governança e Gestão Públicas”, concedido pelo Tribunal de Contas da União, por sua atuação de destaque nas áreas de gestão e transparência na aplicação de recursos públicos.[carece de fontes?]